# Joaquima de Vedruna i Vidal
Joaquima de Vedruna i Vidal   (Barcelona, 17 d'abril de 1783 - Barcelona, 28 d'agost de 1854) va ser una religiosa catalana, fundadora de la Congregació de les Germanes Carmelites de la Caritat o Vedrunes. És venerada com a santa per l'Església catòlica.

## Biografia

### Primers anys

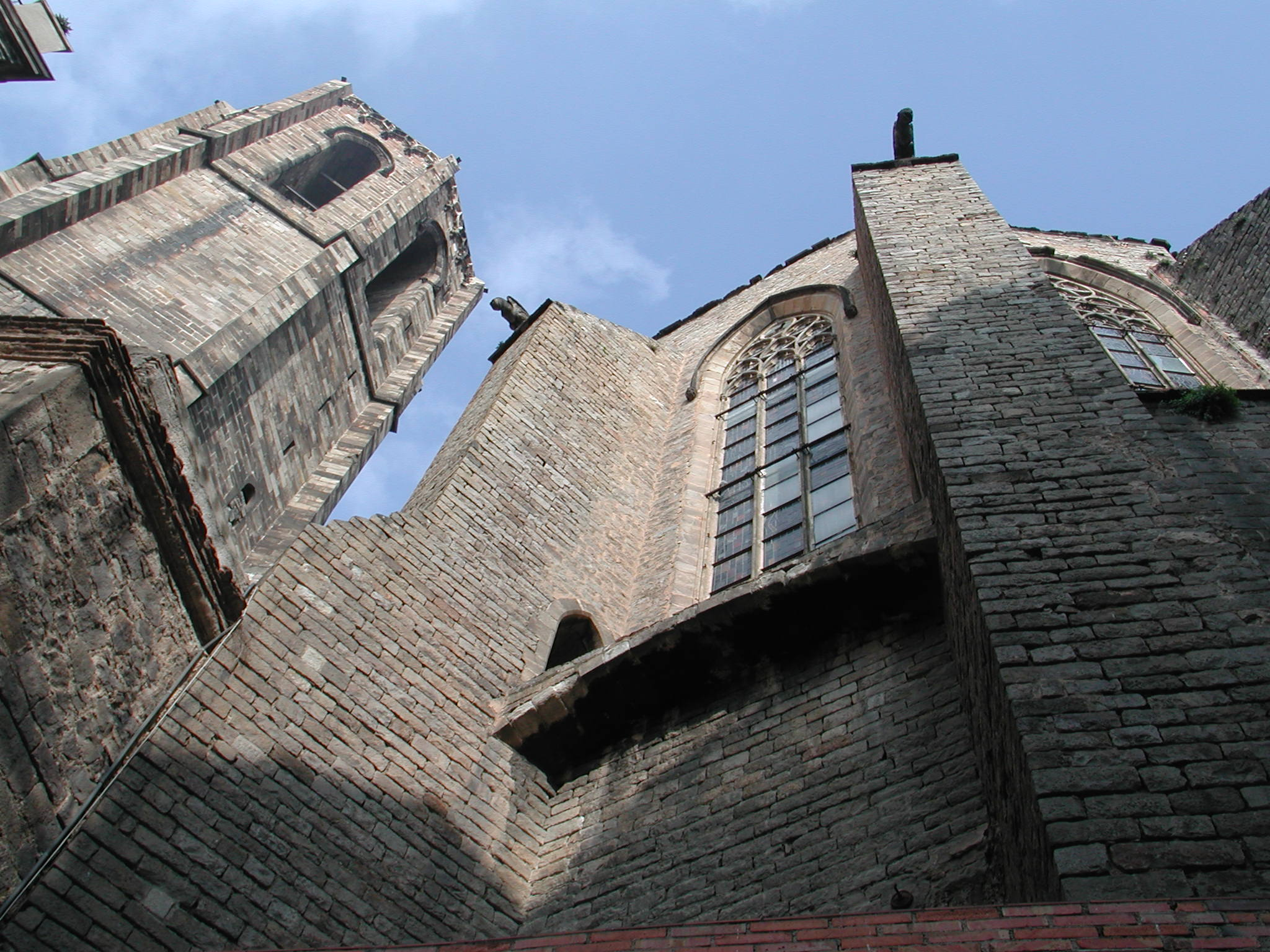
Absis i campanar de l'església de Santa Maria del Pi, vistos de la placeta del Pi

Va néixer al carrer de l'Hospital de Barcelona (vegeu casa Vedruna) i fou la cinquena de vuit fills. El seu pare, Llorenç de Vedruna i Mur, exercia el càrrec de procurador causídic a la Reial Audiència de Catalunya. Va ser educada a la llar familiar directament per la seva mare, Teresa Vidal i Comas, que va procurar orientar i fer madurar l'extraordinària sensibilitat humana i espiritual de la seva filla.
Als 12 anys sol·licità de ser admesa al monestir de monges Carmelites de l'Encarnació, al carrer de l'Hospital, a poques passes de casa seva, però la priora ajornà l'ingrés a causa dels seus pocs anys. Finalment, acceptà la proposta matrimonial del vigatà Teodor de Mas i Solà, jove advocat de 24 anys que exercia el seu ofici a Barcelona com a procurador de número de la classe de nobles al Col·legi de la Reial Audiència, primogènit de nou germans en una família de terratinents pertanyent a la noblesa rural de Vic, propietària d'un extens patrimoni, amenaçat, aleshores, per diversos plets. Joaquima i Teodor es casaren a l'església de Santa Maria del Pi, la mateixa on havia estat batejada, el Diumenge de Pasqua, 24 de març de 1799. Del matrimoni nasqueren 9 fills, dels quals 6 assoliren l'edat adulta: Anna (1800-1872), Josep Joaquim (1801-1873), Francesc (1803-1809), Agnès (1805-1878), Joaquima (1806-1815), Carlota (1808-1815), Teodora (1810-1885), Teresa (1813-1886), i Maria del Carme (1815-1882)

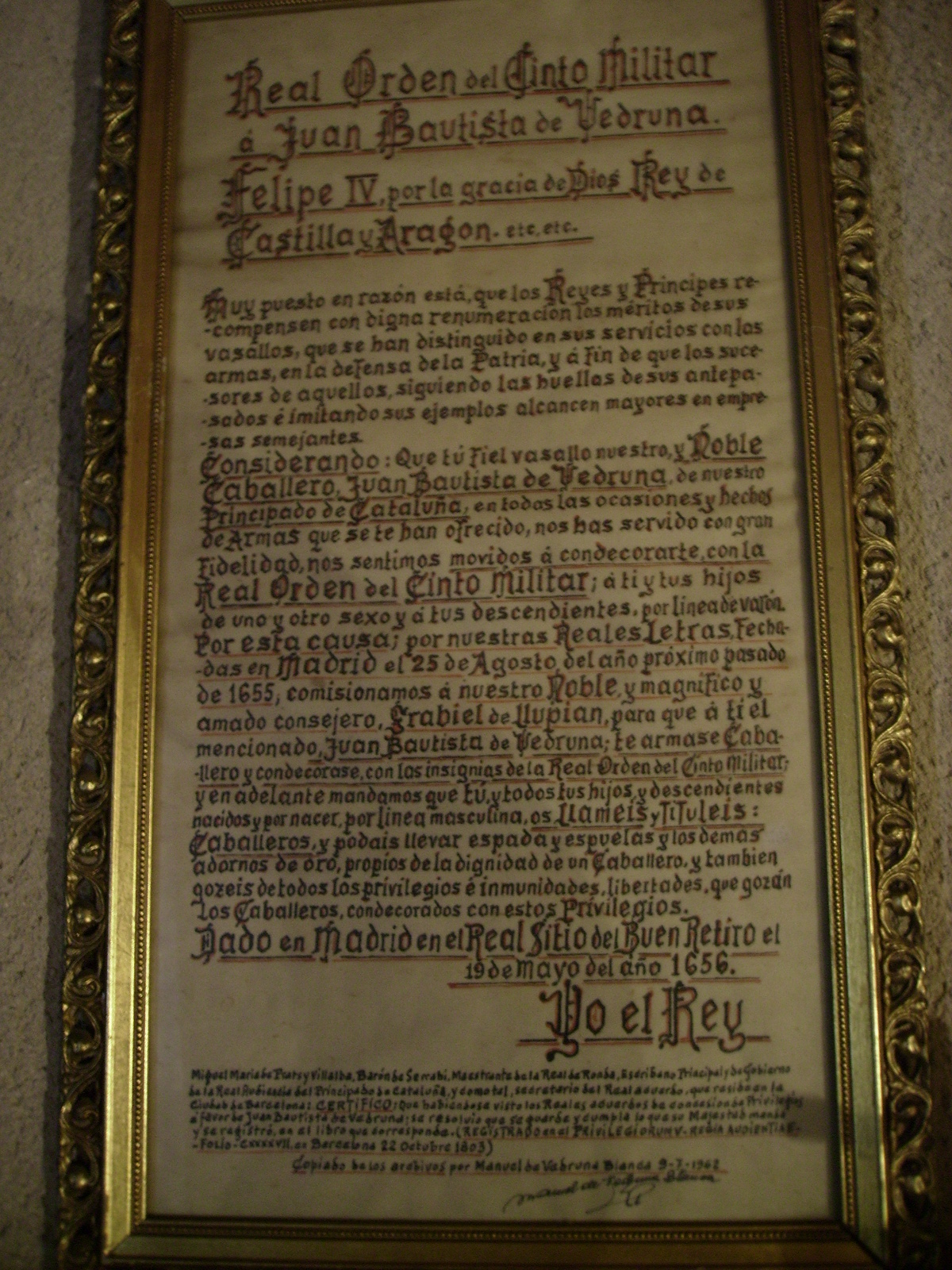
Concessió de l'Orde del Cinto militar a Joan Baptista de Vedruna (1656)

### Esposa, mare i vídua

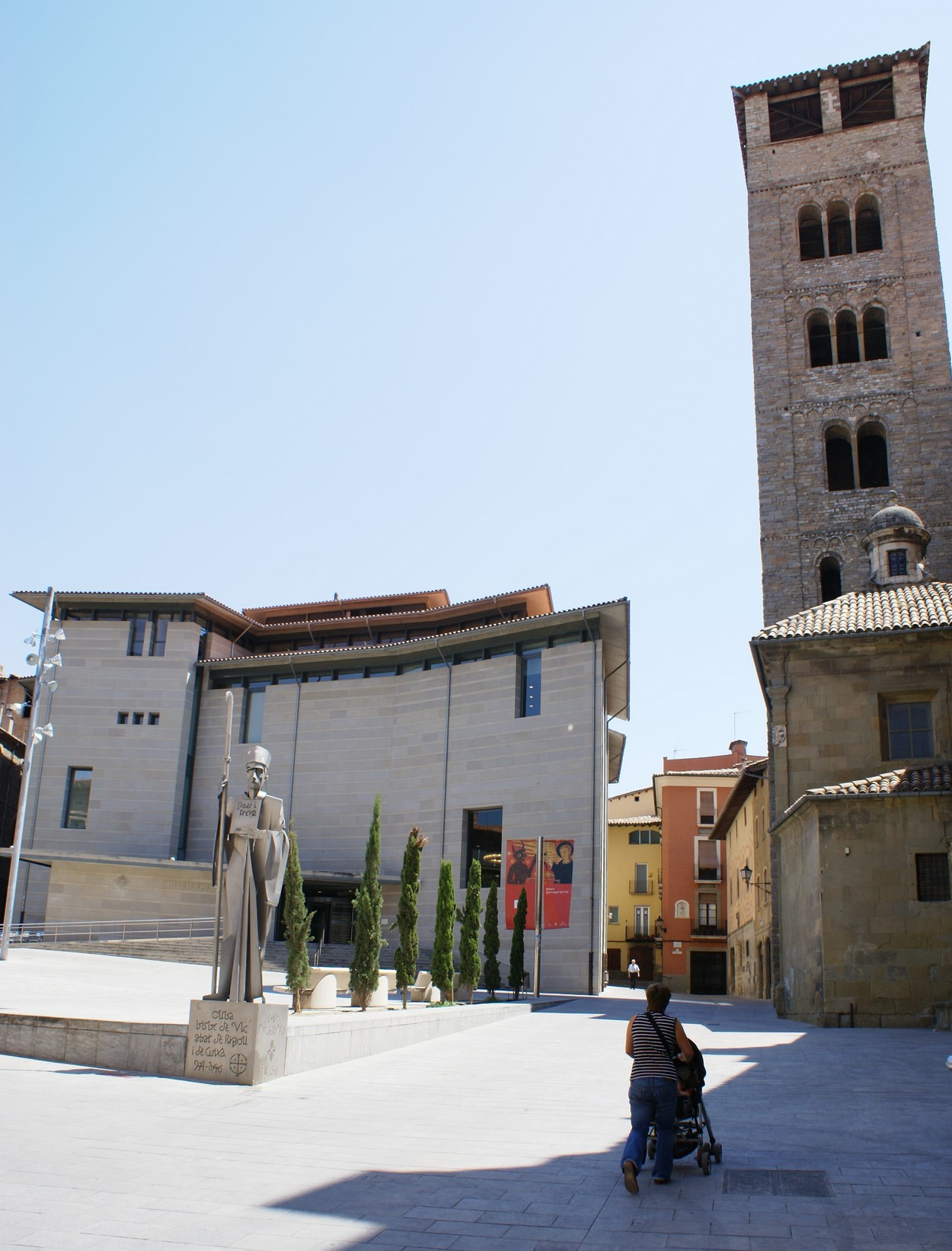
Vic: museu episcopal, estàtua de l'abat Oliba, campanar de la Catedral

La seva fecunda vida matrimonial estigué marcada per tres fets negatius crucials: el rebuig inicial de la núvia per part dels pares de Teodor a Vic, la Guerra del Francès (1808-1814), en la qual el marit, patriota convençut, participà activament, i la mort prematura de tres dels seus fills. Teodor contragué una tuberculosi, i morí el 6 de març de 1816 a Barcelona. Joaquima, vídua, amb 33 anys i 6 fills, abandonà Barcelona i s'instal·là al Mas Escorial de Vic, la casa pairal de la família del seu marit, que ara li pertanyia, i on ja havia viscut els difícils anys de la Guerra del Francès. Allà tirà endavant, no sense dificultats, la formació humana i espiritual dels seus fills. Alhora, reprengué el seu desig mai no oblidat de vida religiosa contemplativa, projecte que, tanmateix, hagué de posposar als seus deures de mare. Dels 6 fills supervivents, Josep Joaquim i Agnès formaren una família; Anna i Teresa abraçaren la vida religiosa al monestir de clarisses de Santa Maria de Pedralbes (Barcelona); i Maria del Carme i Teodora, professaren la vida monàstica al cenobi cistercenc de Santa Maria de Vallbona. Durant tot el temps de la seva viduïtat, Joaquima de Vedruna s'entrenà coratjosament en la vida espiritual, amb la pregària intensa, i extremant les pràctiques penitencials i les obres de caritat.

### Fundadora i animadora espiritual
El trobament casual, l'any 1819, amb el caputxí fra Esteve d'Olot (Esteve Fàbrega i Sala, 1774-1828), a l'església dels Caputxins de Vic, va marcar un canvi de rumb decisiu en el seu projecte de vida religiosa. El caputxí l'orientà cap a la fundació d'un nou institut religiós dedicat a la cura dels malalts i a l'educació de les noies d'extracció social humil, en uns moments en què la formació integral de la dona era encara molt menystinguda. El projecte comptà amb el suport i l'aprovació del bisbe de Vic Pau de Jesús Corcuera i Caserta (1825-1835). En un principi el pare Esteve i la mare Joaquima havien pensat afiliar el nou Institut a la família franciscana, com a «Germandat de Penitents Menors», però el bisbe Corcuera preferí posar-lo sota l'advocació del Carme, i passaren així a anomenar-se «Germanes Terciàries de Maria Santíssima del Carme». El nom de Germanes Carmelites de la Caritat, que és l'oficial de la institució, començà a utilitzar-se a partir del 1866. El 6 de gener de 1826, festivitat de l'Epifania del Senyor, a l'oratori del palau episcopal de Vic, en presència del bisbe, Joaquima de Vedruna va pronunciar els seus vots religiosos «d'obediència, altíssima pobresa i perfecta castedat», signant la cèdula de professió amb el nom de «Germana Joaquima del Pare sant Francesc»: tenia 42 anys. L'endemà renuncià als seus béns davant notari en favor del seu fill Josep Joaquim, i el dia 2 de febrer, festivitat de la Purificació de la Mare de Déu, començà a reunir les primeres noies al Mas Escorial, per tal de preparar-les per a la vida de comunitat i el treball apostòlic de l'Institut naixent. El nou institut es constituí oficialment el dia 26 de febrer, que, aquell any de 1826, va coincidir amb el 3r diumenge de Quaresma.
La ciutat de Vic va ser el bressol de la Institució Vedruna. L'Escorial és l'escola més antiga fundada per Joaquima de Vedruna (1863), el nom de la qual fa referència a la llar familiar de Joaquima a la ciutat, el Mas Escorial. L'escola és una peça significativa de tota una xarxa escolar amb implantació a tot Catalunya (75 poblacions) i més enllà, i a certes parts de la resta del món, ja que les Escoles Vedruna són presents a molts països. Avui la xarxa escolar Vedruna a Catalunya la formen 37 escoles, la majoria centenàries i més. Totes comparteixen no només una història, sinó sobretot una filosofia educativa, un estil pedagògic i un compromís de servei a la cultura i al desenvolupament del país.

### Persecució i exili
Essent com era la mare de Josep Joaquim de Mas, un famós partidari de la causa carlina, la mare Joaquima de Vedruna sofrí també persecució ideològica i política, mentre el país patia les convulsions de la Primera Guerra Carlina (1833-1839). El 12 d'abril de 1837 fou detinguda i empresonada durant cinc dies a Vic, però sembla que no se l'arribà a processar. Per raons de seguretat es traslladà a la Casa de Caritat de Barcelona, regentada per germanes del seu Institut, i després a Berga, a l'Hospital militar que hi mantenien els carlins. El noviciat de Vic fou clausurat i el 3 de juliol de 1840, a punt de rendir-se Berga als liberals, les germanes emprengueren el camí de l'exili, per por a les represàlies.
La mare Joaquima de Vedruna retornà de l'exili la primavera de 1843. El 16 de setembre arribava a Vic després de 6 anys d'absència, havent visitat ja les restants comunitats fundades abans de la guerra. Des d'aquest moment es dedicà de ple a consolidar i augmentar el seu Institut atenent moltes noves peticions de fundació que anaven sorgint.
Fou reobert el noviciat, les germanes començaren a emetre vots públics —fins aleshores feien vots privats, és a dir, sense valor oficial— i obtingueren de Llucià Casadavall i Duran, Vicari Capitular de Vic per la mort del bisbe Corcuera, la concessió de l'hàbit carmelità definitiu. L'Institut, doncs, anava deixant enrere la situació de provisionalitat inicial. El pare Claret, futur sant Antoni M. Claret, col·laborà en tots aquests projectes i en la formació de les germanes al noviciat. Joaquima de Vedruna li confià la redacció d'unes Constitucions a partir de la Regla inicial del pare Esteve i de les seves pròpies «Addicions» de l'any 1845. Eren els primers passos seriosos per a la consolidació canònica de la Congregació.

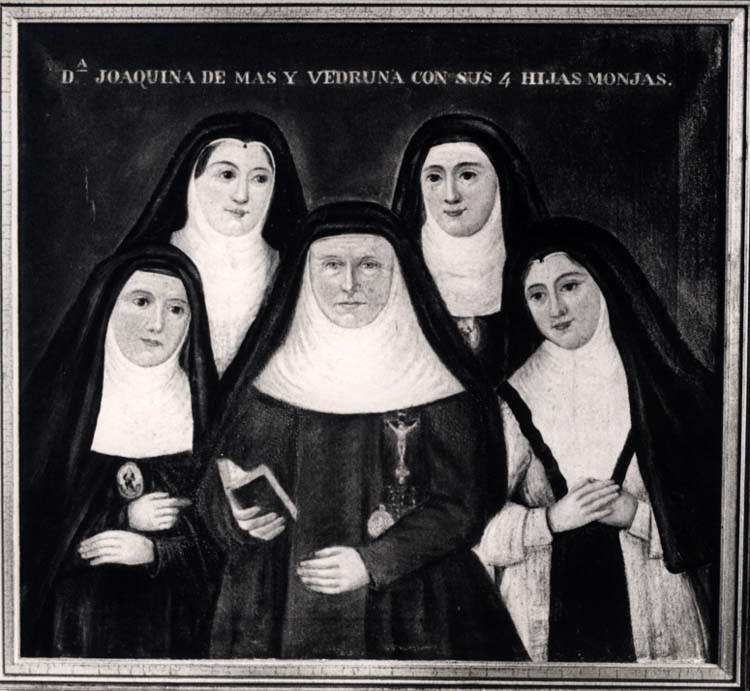
Santa Joaquima de Vedruna i les seves 4 filles monges. Quadre pintat per una neta de la santa

Llucià Casadevall, ja bisbe de Vic, va fer introduir canvis en l'institut, com la figura d'un director general, les funcions del qual, però, es limitarien a aprovar i concedir, sense iniciativa directa en la marxa de l'Institut. Joaquima de Vedruna influí decisivament en l'acceptació per part de les germanes del nou estat de coses amb esperit constructiu. La mare Vedruna mantenia la plena llibertat en l'acceptació i planificació de les noves fundacions i en la direcció immediata de l'Institut. La figura del Director General desaparegué amb les Constitucions de 1866, que donaren a la Congregació la seva estructura jeràrquica definitiva, amb una única autoritat central, la de la superiora general.
A finals d'any 1852 la mare Joaquima es traslladà definitivament a la Casa de Caritat de Barcelona, prop de la mare Veneranda Font. Malalta a Barcelona, es veia impedida de visitar les cases i comunicar-se per escrit amb les superiores i les altres germanes. El bisbe de Vic nomenà la mare Paula Delpuig i Gelabert vicesuperiora general amb plens poders, i un nou Director General en la persona del pare Bernat Sala. La decisió episcopal provocà desconcert i malestar en les germanes, que veien en la mare Veneranda Font, la deixebla fidel de la primera hora, la successora natural de la fundadora, i fou aquesta, la mare Joaquima, en una reunió de superiores a Barcelona, qui marcà el camí de l'acceptació i de l'obertura confiada cap endavant.

### Darrers anys i mort
L'any 1849, la mare Joaquima de Vedruna havia sofert un primer atac d'apoplexia (feridura), trobant-se de visita a Vallbona de les Monges on tenia les dues filles monges, Maria del Carme i Teodora. Quan la seva obra assolia maduresa i estabilitat, la fundadora començava la seva lenta però indefectible davallada. Els dos darrers anys de la seva vida, minada progressivament per la malaltia, la mare Joaquima els passà retirada a la Casa de Caritat de Barcelona, ciutat on el clima era més benigne que a Vic, sota la cura amatent de la mare Veneranda Font i el caliu de la seva filla Agnès, ja vídua, que la visitava sovint, i de les seves dues filles clarisses de Pedralbes. Morí víctima del còlera a la Casa de la Caritat de Barcelona el 28 d'agost de 1854, als 71 anys. Al matí, en un moment de lucidesa, havia rebut els Sants Sagraments.

### Enterrament

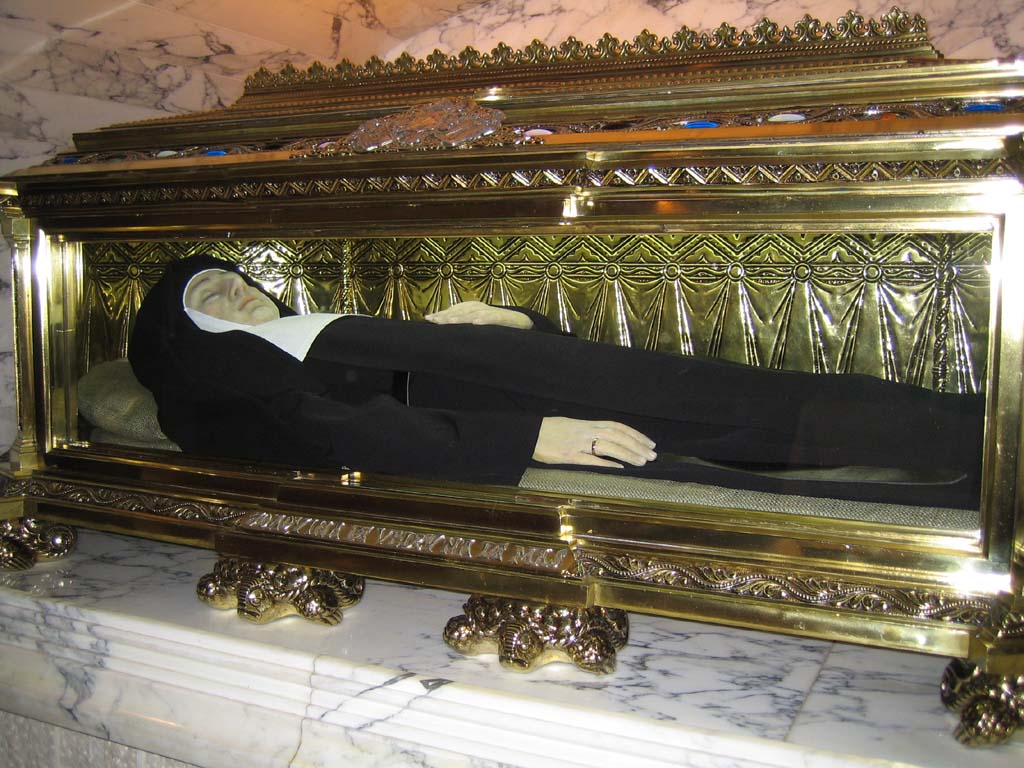
Les relíquies de santa Joaquima de Vedruna a l'Oratori del Mas Escorial de Vic.

La mare Veneranda Font, preveient la futura rehabilitació de la mare fundadora, disposà el seu enterrament en un nínxol nou, amb una caixa de zenc, aixecant-ne acta notarial. Fou enterrada el dia 31 d'agost a la tarda, al Cementiri Vell (Poblenou), en el nínxol núm. 1431, illa 3a, sèrie 4a.
Les previsions de la mare Veneranda permeteren el futur reconeixement i recuperació de les restes de la mare Vedruna, conservades actualment, des del 28 de març de 1983, a l'Oratori del Mas Escorial de Vic, bressol de l'Institut, en una bella urna de llautó repujat, sostinguda per unes gracioses tortugues. Les seves despulles —es conserva en bon estat l'esquelet— estan amortallades amb l'hàbit propi de l'Institut, i la cara i les mans cobertes per una màscara de cera. Les seves relíquies són perfectament visibles per la part del davant de l'urna, que és de vidre. L'oratori ocupa l'espai de l'antiga sala del Mas Escorial, on tantes vegades Joaquima de Vedruna havia presidit la comunitat familiar dels fills i, després, la de les germanes.

### Canonització
Joaquima de Vedruna va ser beatificada el 19 de maig de 1940, festivitat de la Santíssima Trinitat, pel papa Pius XII, i canonitzada el 12 d'abril de 1959 pel papa Joan XXIII. El Carmel celebra la seva festa litúrgica el 22 de maig, ja que el 28 d'agost, data en què consta inscrita al martirologi romà, se celebra la memòria obligatòria de sant Agustí, bisbe i doctor de l'Església. A les diòcesis de Vic, Barcelona i Tarragona la seva festa se celebra com a memòria obligatòria. A les altres diòcesis catalanes és una memòria lliure. L'Institut de les Germanes Carmelites de la Caritat commemora també, cada any, la data del 26 de febrer, aniversari de la fundació.

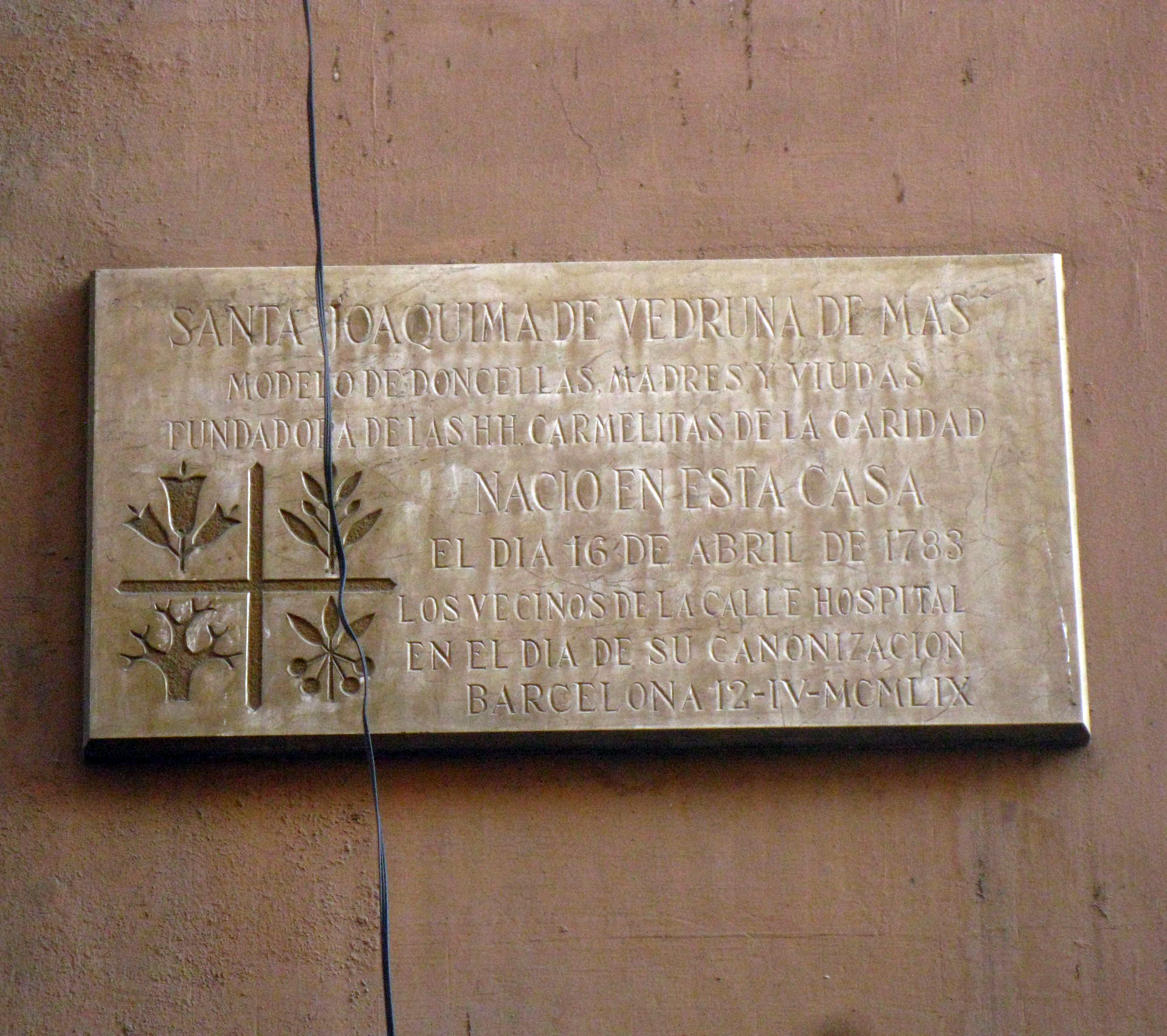
Placa commemorativa de la canonització de Joaquima de Vedruna

El 1959, els veïns del carrer de l'Hospital van col·locar una placa commemorativa al núm. 139 d'aquest carrer, on segons fonts familiars hi havia nascut la santa.

## Llegat

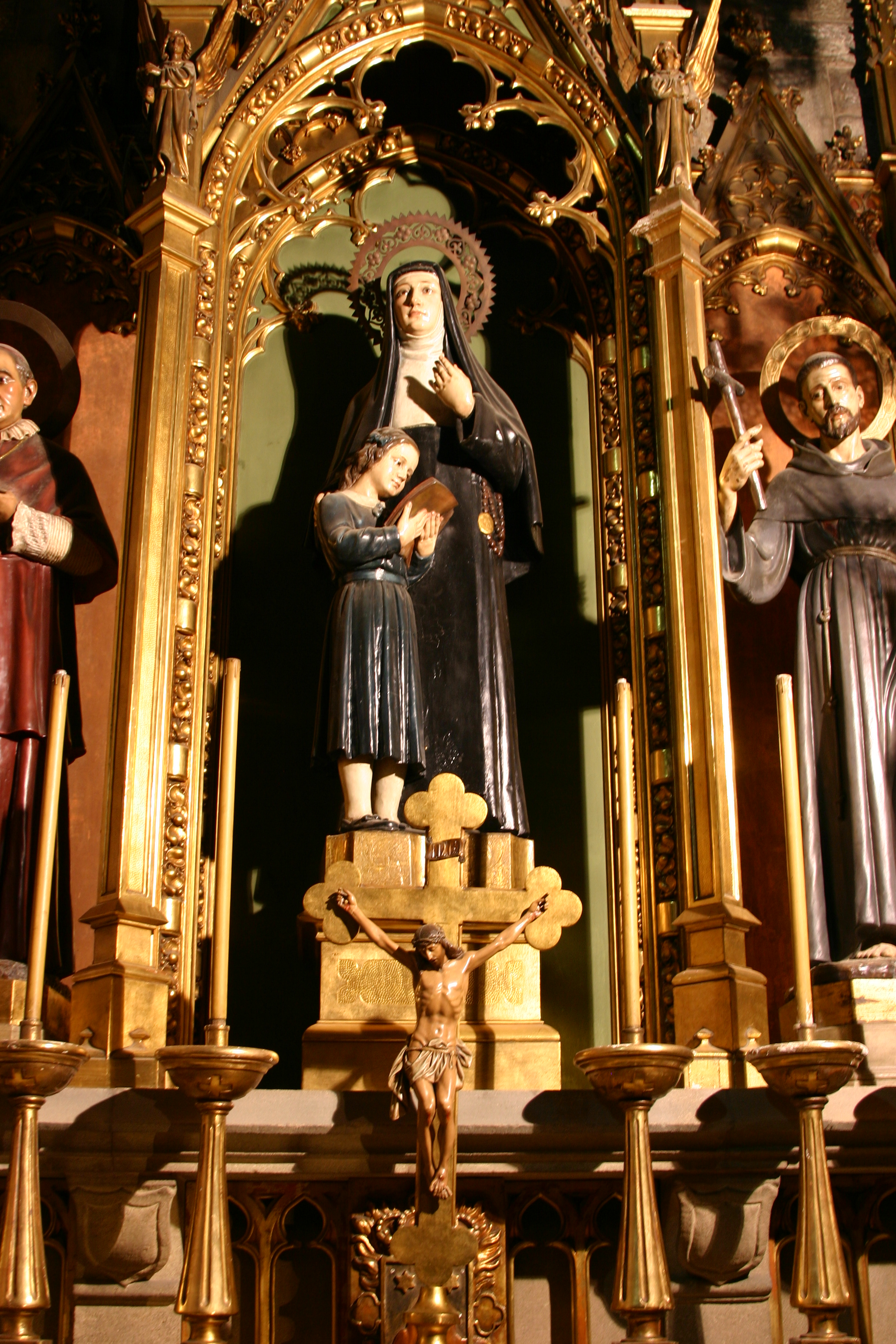
Imatge de Joaquima de Vedruna a Santa Maria del Pi

### Epistolari
A banda de nombrosa documentació referent a les fundacions, recollida i publicada per la germana Ana María Alonso Fernández en la seva «Historia Documental de la Congregación de las Hermanas Carmelitas de la Caridad», es conserva una bona part de la correspondència epistolar de santa Joaquima de Vedruna, dirigida fonamentalment als seus fills i a les germanes del seu Institut. Es conserva el text de 172 cartes, la majoria d'elles autògrafes. Aquest epistolari, amb un estil molt viu, directe i senzill, permet d'accedir al tarannà humà i al tremp espiritual d'aquesta dona catalana il·lustre, que el papa Pius XII proposà com a model d'esposa, de mare, de vídua, de religiosa i d'educadora.

### Institut de les Germanes Carmelites de la Caritat
A la seva mort, Joaquima de Vedruna deixava 26 cases en funcionament, de les 29 que s'havien obert, i unes 150 germanes. L'Institut es trobava implantat a 7 diòcesis catalanes: 8 comunitats a la diòcesi de Vic, 6 a la de Girona, 4 a la de Barcelona, 3 al bisbat d'Urgell, i 2 a cadascuna de les diòcesis de Solsona, Lleida i Tarragona, amb un predomini clar d'arrelament en medis rurals.
En l'actualitat, segons l'Anuari Pontifici de 2008, 2.103 germanes vedrunes, repartides en 287 comunitats, asseguren la continuïtat de l'esperit i del tarannà de santa Joaquima de Vedruna, fent-la present en realitats molt diverses dels 4 continents d'Europa, Amèrica, Àsia i Àfrica, amb un esforç lúcid per adaptar el carisma fundacional als nous reptes. La Congregació, conscient que el carisma fundacional de Joaquima de Vedruna és un do per a tota l'Església, ha volgut fer-ne participar també els laics. El Laïcat Vedruna, en estreta col·laboració i relació amb les germanes, s'esforça a seguir Jesucrist rere les petjades de Santa Joaquima, assumint el seu estil de fer comunitat i el seu tarannà espiritual.

### Recuperació de la figura de Joaquima de Vedruna
La mare Paula Delpuig i Gelabert, que succeí santa Joaquima com a superiora general, tingué cura de recollir i preservar els records de la fundadora amb vista a un futur i previsible procés de canonització. Així, va gestionar el trasllat de les restes de Joaquima de Vedruna a la Casa Mare de Vic (21 de setembre de 1881), i en va encarregar la biografia a monsenyor Benet Sanz i Forés, arquebisbe de Valladolid, que fou publicada a Madrid el 1892, morta ja la mare Paula, amb el títol de «Vida de la Madre Joaquina de Mas y de Vedruna, Fundadora de la Congregación de Hermanas Carmelitas de la Caridad y breve noticia de algunas Hermanas del Instituto». Aquesta biografia es fonamentà en els relats de les germanes que havien conegut la mare Joaquima de Vedruna.

## Textos

### Text d'una carta dirigida al seu fill Josep Joaquim

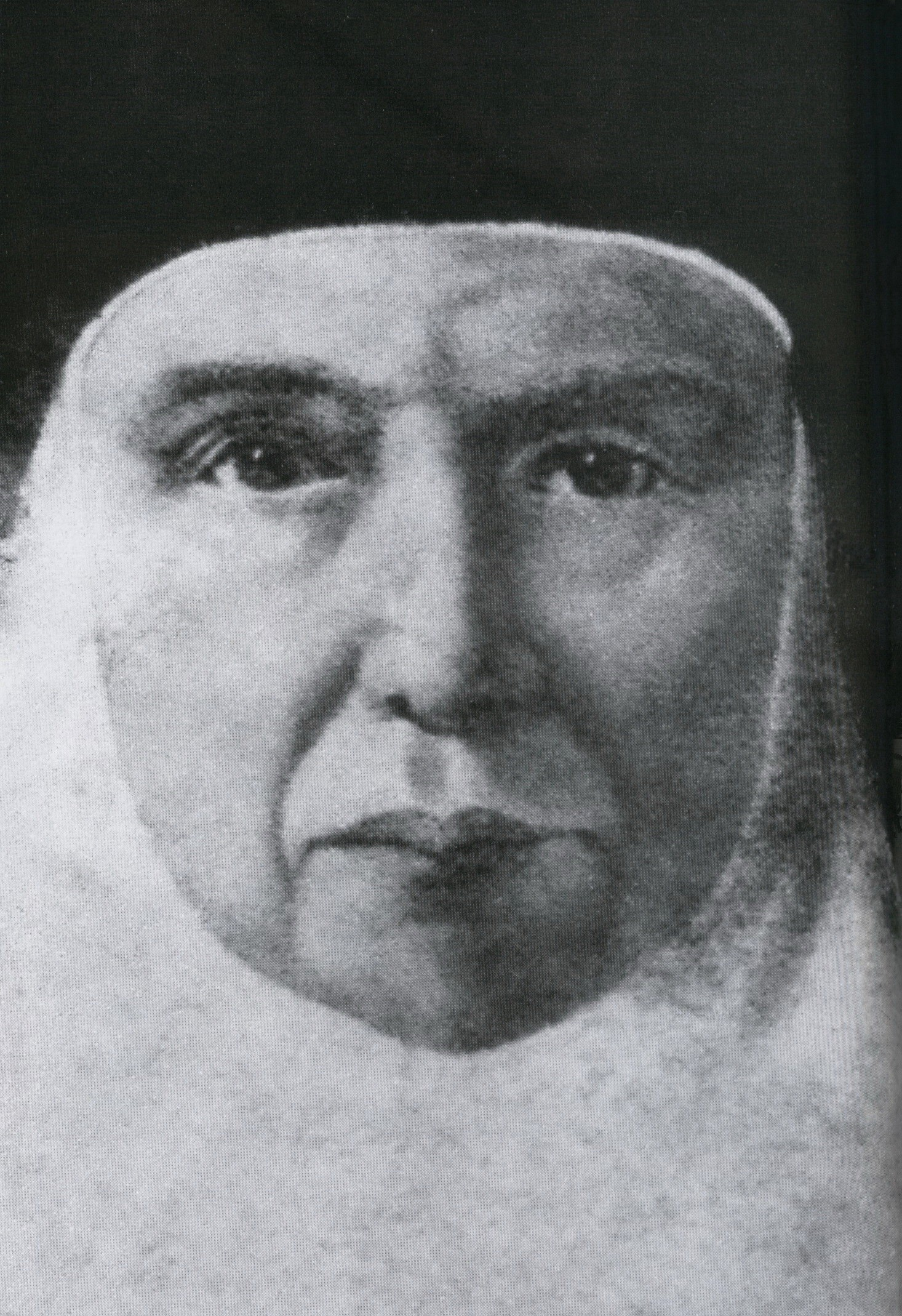
Fotografia original de santa Joaquima de Vedruna, feta a Barcelona el 1853 pel fotògraf Moliné Albareda.

«Tàrrega, 11 de novembre de 1827. Caríssim i amat fill: He tingut carta d'Argila, que em notifica el feliç part que ha tingut l'Agnès i em parla de la teva salut. Fill, segueix Crist i tingues confiança, que el gloriós sant Josep i tota la Sagrada Família intercediran per tu i es veurà la teva innocència. Pren paciència. Tot el que faig durant el dia ho ofereixo pregant per tu. Sé que la teva esposa és a Tarragona; com que ha tingut salut per a anar-hi, ha fet molt bé. Veurem el resultat. Essent-hi ella, no he de fer res fins a saber el resultat. Durant tot aquest mes seré aquí, i després passaré a Barcelona, a primers de l'altre. Tu tingues paciència, que saps molt bé que al cel no hi van els qui tenen regals, sinó els qui pugen al Calvari, portant de bona gana la creu. No t'afligeixis; confio que Déu vetllarà per la teva innocència. No temis, fill: em sembla que passes algunes estones de mal humor i jo t'asseguro que si no tingués aquest clau, que el tinc entravessat al cor, tindria una gran satisfacció. En entrar a la vila de Tàrrega, la major part de la gent, i en particular tots els eclesiàstics, ajuntament i administrador del Sant Hospital i altres senyors, sortiren a rebre'ns. No sé com explicar-te les atencions que tinguérem per l'arribada de les germanes al Sant Hospital; en arribar a la vila, junt amb el nombrós acompanyament, vàrem visitar la santa església parroquial i després ens acompanyaren a l'Hospital, on hem tingut moltes visites i experimentat cada dia la satisfacció de la gent. Però, fill, conec que el Senyor no em vol donar els gustos si no és mesclant-hi una mica d'amargor. Tinguem paciència, que aquell Pare de misericòrdia tot ho fa bé; confiem en la seva bondat. Mentrestant suplico al Cel el seu consol i que et beneeixi. La teva humil i afligida mare, Joaquima de Mas i de Vedruna.»
Josep Joaquim es trobava empresonat a Hostalric a causa de les seves idees polítiques. La seva esposa, Rosa Poudevila, era a Tarragona gestionant-ne la llibertat. Agnès, filla de la santa, casada amb l'advocat Josep d'Argila, acabava de tenir una filla, Magdalena d'Argila i de Mas. Joaquima de Vedruna explica al seu fill la rebuda que han dispensat a les germanes les autoritats i els ciutadans de Tàrrega, la primera fundació de l'Institut fora de Vic.

### Eucologia de la seva festa litúrgica

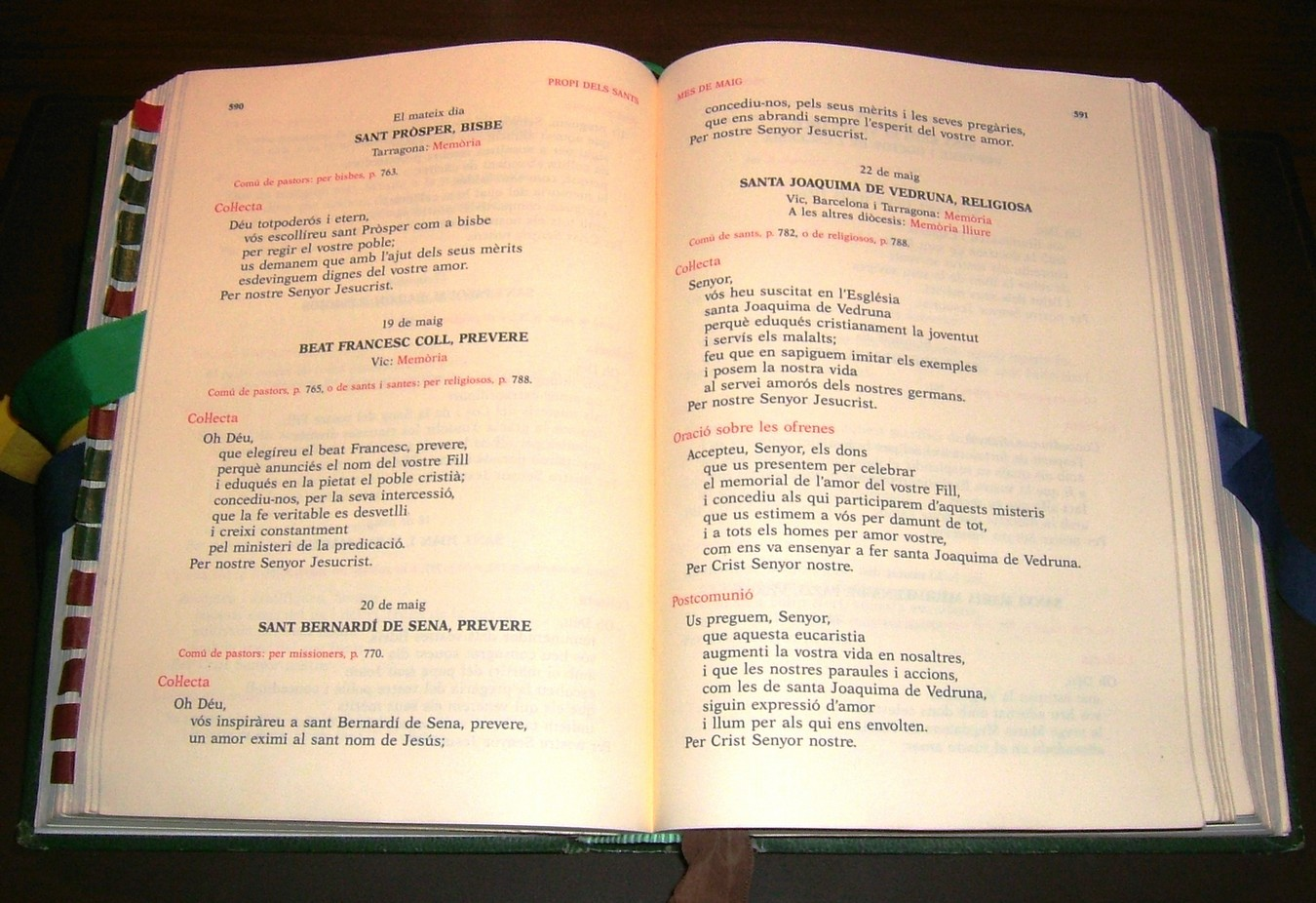
Missal Romà

Oració Col·lecta
Senyor, vós heu suscitat en l'Església santa Joaquima de Vedruna perquè eduqués cristianament la joventut i servís els malalts; feu que en sapiguem imitar els exemples i posem la nostra vida al servei amorós dels nostres germans.
Oració sobre les ofrenes
Accepteu, Senyor, els dons que us presentem per celebrar el memorial de l'amor del vostre Fill, i concediu als qui participarem d'aquests misteris que us estimem a vós per damunt de tot, i a tots els homes per amor vostre, com ens va ensenyar a fer santa Joaquima de Vedruna.
Postcomunió
Us preguem, Senyor, que aquesta eucaristia augmenti la vostra vida en nosaltres, i que les nostres paraules i accions, com les de santa Joaquima de Vedruna, siguin expressió d'amor i llum per als qui ens envolten.

### Elogi del Martirologi Romà
Dia 28 d'agost
A Barcelona, Espanya, santa Joaquima de Vedruna. Com a mare de família educà piadosament nou fills, i, un cop vídua, fundà la Congregació de les Carmelites de la Caritat. Havent suportat amb serenitat tota mena de vexacions, morí colpida pel còlera.